# María Carmen Navarro Lacoba
María del Carmen Navarro Lacoba, née le 13 juin 1978, est une femme politique espagnole membre du Parti populaire (PP).
Elle est élue députée de la circonscription d'Albacete lors des élections générales de décembre 2015.

## Biographie

### Vie privée
Son père, Cristóbal Navarro Domínguez, a exercé les fonctions de gérant territorial à la Justice en Castille-La Manche. Elle est mariée et mère de deux enfants.

### Études et profession
Elle réalise ses études supérieures à l'université de Castille-La Manche où elle obtient une licence en droit en 2000. Elle complète sa formation par un master en gestion d'administrations publiques délivré par l'École supérieure d'administration et de direction d'entreprises (ESADE). Elle réussit le concours de la fonction publique en 2007 et devient membre du Corps supérieur des avocats de la Communauté de Madrid. Affectée à la direction générale des services juridiques, elle s'occupe de dossiers relevant du domaine du travail entre 2007 et 2008, du civil et du pénal entre 2008 et 2010, puis du contentieux administratif. Elle est embauchée par la députation provinciale d'Albacete en juin 2011 au poste de coordonnatrice juridique. À ce titre, elle a joué un rôle de conseillère juridique auprès du président de l'institution et rempli les fonctions de secrétaire du conseil d'administration de l'Institut technique agraire provincial (ITAP).
En mars 2012, elle est nommée coordonnatrice à la Santé et aux Affaires sociales de la province d'Albacete, en remplacement du médecin Antonio Naharro.

### Députée au Congrès
Présidente de la commission provinciale chargée de la Santé et des Affaires sociales du PP d'Albacete, elle est investie en première position sur la liste présentée par le parti dans la circonscription d'Albacete à l'occasion des élections générales de décembre 2015,. Avec 85 241 voix et 36,81 % des suffrages exprimés, sa liste arrive en tête et remporte deux des quatre mandats en jeu dans la circonscription. Élue au Congrès des députés, elle est choisie comme porte-parole adjointe à la commission de la Justice et comme membre de la commission de l'Intérieur, de celle des Finances et des Administrations publiques ainsi que de celle de la Sécurité routière.
À nouveau candidate lors du scrutin anticipé de juin 2016,, elle engrange 4 476 voix supplémentaires et recueille 40,88 % des suffrages exprimés. Conservant son mandat tout comme son collègue Francisco Molinero, elle est élue deuxième vice-présidente de la commission de la Santé et des Services sociaux. Elle y devient porte-parole en décembre 2016, en remplacement de Silvia Valmaña. Membre de la commission de l'Intérieur, elle intègre également la commission du suivi et de l'évaluation des accords du pacte de Tolède.